# Jurij Osipov
Jurij Osipov (Stalingrado, 16 marzo 1937) è un ex schermidore sovietico, vincitore di una medaglia d'oro ai campionati mondiali di scherma.